# Linea 1 (metropolitana di Bilbao)
La linea 1 della metropolitana di Bilbao collega la stazione di Etxebarri con quella di Plentzia. Le stazioni funzionanti, a febbraio 2016, sono 28.
La linea 1 è indicata con il colore arancione.

## Storia

### Apertura della linea
L'11 novembre 1995 il Lehendakari José Antonio Ardanza inaugurò le prime 23 stazioni della linea, comprese tra le stazioni di Zazpikaleak/Casco Viejo e Plentzia

### Prima estensione
Il 24 giugno 1996 entrò in funzione la stazione di Gobela, situata tra le stazioni già esistenti di Areeta e Neguri, nel comune di Getxo.

### Seconda estensione
Il 5 luglio 1997 venne aperto il tratto comprendente le stazioni di Santutxu, Basarrate e Bolueta.

### Estensioni successive
L'8 gennaio 2005 il Lehendakari Juan José Ibarretxe inaugurò la stazione di Etxebarri, mentre il 28 febbraio 2011 il Lehendakari Patxi López inaugurò la stazione di Ariz, nel comune di Basauri. Successivamente, con l'entrata in funzione della stazione di Basauri, il tratto Ariz-Basauri è passato alla linea 2.

## Progetti futuri
Nel 2016 è prevista l'apertura della stazione di Ibarbengoa-Getxo, tra le già esistenti stazioni di Berango e Bidezabal.

## Stazioni

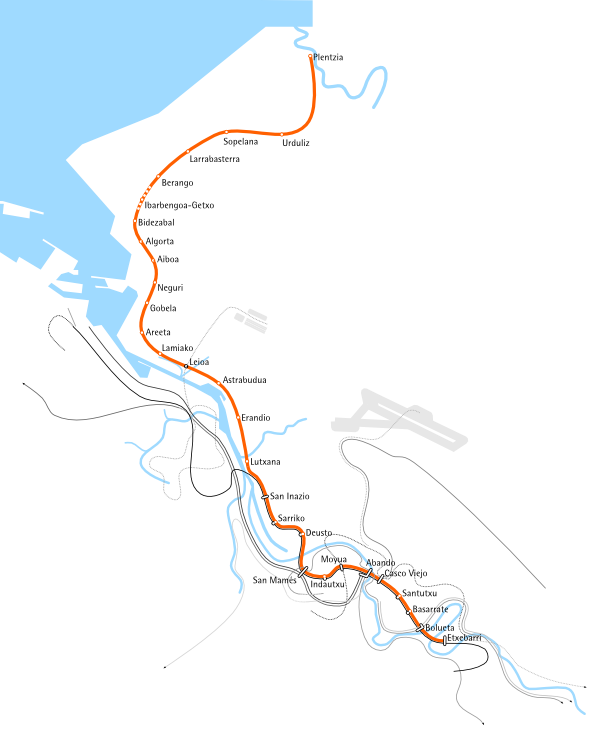
Percorso della Linea 1

Nell'elenco che segue, a fianco di ogni stazione, sono indicate le interconnessioni possibili.
| Stazione                | Interscambio                      |
| ----------------------- | --------------------------------- |
| Etxebarri               | Linea 2                           |
| Bolueta                 | Euskotren Tranbia                 |
| Basarrate               | Linea 2                           |
| Santutxu                | Linea 2                           |
| Zazpikaleak/Casco Viejo | Euskotren Trena Euskotren Tranbia |
| Abando                  | Cercanías Euskotren Tranbia       |
| Moyua                   | Linea 2                           |
| Indautxu                | Linea 2                           |
| San Mamés               | Cercanías Euskotren Tranbia       |
| Deustu                  | Linea 2                           |
| Sarriko                 | Linea 2                           |
| San Ignazio             | Linea 2                           |
| Lutxana                 |                                   |
| Erandio                 |                                   |
| Astrabudua              |                                   |
| Leioa                   |                                   |
| Lamiako                 |                                   |
| Areeta                  |                                   |
| Gobela                  |                                   |
| Neguri                  |                                   |
| Aiboa                   |                                   |
| Algorta                 |                                   |
| Bidezabal               |                                   |
| Ibarbengoa-Getxo        |                                   |
| Berango                 |                                   |
| Larrabasterra           |                                   |
| Sopela                  |                                   |
| Urduliz                 |                                   |
| Plentzia                |                                   |